# Цируль Едуард Дмитрович
Едуа́рд Дми́трович Циру́ль (рос. Эдуард Дмитриевич Цыруль, нар. 31 серпня 1954 — пом. 20 листопада 2009, Харків) — радянський, український хокейний тренер, хокеїст. Майстер спорту СРСР. 

## Спортивна кар'єра
Народився 31 серпня 1954 року. Почав грати в хокей у шахтарському містечку Інта в Комі АРСР. Улітку 1980 року перейшов із глазовського «Прогресу» в харківське «Динамо», що грало в другій лізі чемпіонату СРСР. У його складі пройшов другу та першу союзні ліги, заробивши почесне звання майстра спорту СРСР. Закінчивши Харківський інститут фізкультури завершив кар'єру гравця та продовжив учитися у Вищій школі тренерів у Москві.
Але вже згодом знову грав за українські та російські команди, зокрема, в чемпіонаті України. Так, в серпні 2008 року його (як гравця збірної Бєлгорода) було визнано найкращим захисником ветеранського турніру «Бєлгород — місто військової слави» за участю команд Бєлгорода, Воронежа, Харкова та Нижнього Новгорода.

## Тренерська діяльність
У січні 1990 року ввійшов у тренерський штаб харківського «Динамо», а майже через місяць став головним тренером команди, що перестала існувати з розвалом СРСР.
Працював тренером російських клубів «Молот-Прикам'є» (Перм) і ХК «Бєлгород» (очолив на початку 2005 року).
У чемпіонаті України з хокею 2002—2003 харківська команда «Барвінок», яку він очолював, завоювала срібні медалі.
До останнього часу займав посаду директора Білгородської дитячої спортивної школи по зимових видах спорту (СДЮСШОР).
Пішов із життя на 56-му році 20 листопада 2009 в Харкові після тривалої хвороби — раку. Похований на 9-му (Олексіївському) цвинтарі Харкова.

## Особисті відомості
2 січня 1979 року в російському Глазові в нього народився син — Дмитро, згодом відомий хокеїст, гравець збірної України.